# Salomon
Kralj Salomon (heb.: שלמה; čit. Š´lomo) bio je, prema Bibliji, treći kralj Izraela i Židova, sin izraelskog kralja Davida i žene Urije Hetita, Bat-Šebe. Vladao je od 970. do 931. pr. Kr.
Biblijska, ali i kasnija tradicija slavi ga zbog njegove legendarne mudrosti. Njegovo najvažnije djelo je gradnja prvoga hrama u Jeruzalemu u kojem je bio pohranjen Kovčeg Saveza s dvjema pločama na kojima je bilo napisano Deset Božjih zapovijedi.

## U Bibliji

### Ime
Ime Salomon izvedeno je iz starohebrejske imenice koja znači "dijete mira", odnosno "mirotvorac". U Bibliji se spominje i njegovo drugo ime Jedidja (2 Sam 12,25) u značenju "Gospodnji miljenik", koje mu je, kako navodi Biblija, dao prorok Natan u ime Božje.

### Dolazak na prijestolje
Kralj Salomon vladao je iz Jeruzalema, grada čije ime na starohebrejskom znači "Posjed dvostrukog mira". Za njegove četrdesetgodišnje vladavine vladao je mir kakav izraelski narod nikad prije nije doživio.
Prema biblijskom izvještaju, Salomon je sredinom 10. stoljeća pr. Kr. nasljedio na prijestolju svoga oca Davida pri čemu se morao obračunati s nizom pretendenata na prijestolje ostarjeloga kralja, uglavnom Davidovih starijih sinova (1 Kr 1-2,46).
Nakon što je konačno preuzeo vlast, Salomon je mogao iskoristiti prednosti velikoga i sigurnoga kraljevstva kakvo mu je ostavio otac te se nije morao upuštati u ratne pohode. Sklopio je savez s tirskim kraljem Hiramom koji mu je, između ostalog, pomogao i pri gradnji Hrama (1 Kr 5,15-5,26 i 2 Ljet 2-2,15).

### Graditeljska djelatnost
U njegovo je doba, stoga, cvala trgovina, posebice s okolnim krajevima, poput Libanona i Arabije.
Salamon je bio vrlo poduzetan kralj. Organizirao je građevinarske radove po cijelom svom kraljevstvu i nadgledavao je izgradnju palača, cesta, vodovoda, gradova koji su služili kao skladišta te gradova za bojna kola i konjanike. Njegovi građevinski pothvati koristili su cijelom kraljevstvu.
Salomon je bio vjerojatno najbogatiji čovjek koji je ikad hodio zemljom. Njegov najveći projekt bila je izgradnja veličanstvenog hrama u Jeruzalemu. Procjenjuje se da bi danas izgradnja hrama koštala oko 1000 milijardi dolara. Prema zapisu u Prvoj knjizi Ljetopisa (1 Ljet 29,6-29,8) židovski odličnici dali su za gradnju hrama 5000 talenata zlata, 10.000 darika, 10.000 talenata srebra, 18.000 talenata mjedi i 100.000 talenata željeza. Za vrijeme Salomonove vladavine srebro nije imalo nikakvu vrijednost.
Na gradilištu nije upotrijebljen nijedan čekić, sjekira ili bilo kakav alat od metala, jer je sve kamenje bilo pripremljeno i oblikovano u kamenolomu prije nego što je doneseno na mjesto hrama na spajanje.
Čitava unutrašnjost hrama bila je pokrivena cedrom po zidovima i borovicom po podu, zatim je sve prekriveno zlatom. To se dobro vidi u izvještaju o gradnji hrama za koji su dovezeni drveni dijelovi upravo od libanonskog cedra. Čak je i kraljica od Sabe, iako je živjela na udaljenosti od 1900 km, čula o blagostanju i mudrosti Salomona pa je krenula na dugo, naporno putovanje kako bi se uvjerila u te glasine. Je li razočarana? Ni najmanje, jer priznaje (1 Kr 10,7-10,8):
| » | Nisam htjela vjerovati što se govorilo dok ne dođem i ne vidim svojim očima. I zaista, ni pola mi nije kazano. Tvoja mudrost i tvoje vrline nadvisuju ono što sam slušala. Sretni (su) tvoji ljudi, sretne (su) tvoje sluge, što uvijek stoje pred tobom i slušaju tvoju mudrost. | « |
|   | |   |

Nakon više od sedam godina rada hram je završen i u njemu je smješten Kovčeg Saveza.
Tolike veze s okolnim zemljama dovele su i do jačeg stranog utjecaja na njegovo kraljevstvo, pa ga biblijski pisac optužuje da je dopustio prodor tuđih religija. Salamon je imao oko 1000 žena (700 kraljica i 300 priležnica). Salomon je sklopio ženidbeni savez s Egiptom, oženivši faraonovu kćer.

### Salomonova mudrost
Posebna osobina pripisana Salomonu bila je mudrost, zbog koje je čašćen kao pravedan sudac. Poznata je epizoda s dvjema mladim majkama od kojih je jednoj dijete umrlo jer je u snu legla na njega. Obje su tvrdile da je jedino preživjelo dijete njihovo. Salomon poziva da se dijete presječe na pola, te da se svakoj ženi dade polovica. Tada se jedna od njih odriče prava na dijete, a Salomon presuđuje da je dijete njezino. Zbog toga će se u biblijskoj tradiciji njemu pripisati tzv. Mudrosne knjige, iako nastaju mnogo kasnije.

### Salomonovi grijesi
Osim jeruzalemskog hrama, Salomon je gradio i drugdje u svome kraljevstvu, no čini se da su njegovi ambiciozni graditeljski pothvati iziskivali prevelika davanja od naroda, pa je nakon njegove smrti došlo do pobune i podjele kraljevstva na sjeverno i južno.
Međutim, biblijska tradicija daje svoje objašnjenje za podjelu kraljevstva poslije Salomonove smrti. Tu stoji da su ostarjelog kralja njegove žene navele da štuje poganske bogove, što je razgnjevilo Boga koji je za kaznu zbog Salomonova otpadništva od vjere odredio da se kraljevstvo raspadne na dva dijela poslije njegove smrti (1 Kr 11,4-11,13).

## U Kuranu
U islamskoj svetoj knjizi Kuranu također se spominje židovski kralj Salomon (arap. سليمان, Sulejman) kao "Poslanik Davuda" (kralja Davida), kojeg je Alah učinio prorokom i dao mu moći nad određenim prirodnim silama, životinjama i nad džinima. Bio je znamenit zbog svoje mudrosti. U islamskoj svetoj knjizi navodi se i da je Salomon imao moć nad vjetrovima.

Mi smo vjetar podvrgli Solomonu: onaj jutarnji puhao je tijekom jednog mjeseca; onaj večernji puhao je tijekom jednog mjeseca.
Dali smo da za njega poteče mjedeni izvor. Stanoviti Đini bili su u njegovoj službi s dopuštenjem njegovog Gospoda. – Mogli smo učiniti da okusi kaznu Žeravnika nekome, između njih, to bi odstranjeno od naše zapovijedi.(Kuran 34:12 - prijevod Tomislava Dretara)

A Sulejmanu - vjetar, ujutro je prevaljivao rastojanje od mjesec dana, a i navečer rastojanje od mjesec dana; i učinili smo da mu iz izvora rastopljen bakar teče i da džini, voljom njegova Gospodara, pred njim rade; a kad bi neki od njih otkazao poslušnost naređenju Našem, učinili bismo da ognjenu patnju osjeti.(Kuran 34:12 - prijevod Besima Korkuta)

 Spominje se i da je imao ovlasti nad zlim duhovima te da su mu džini pomogli sagraditi hram u Jeruzalemu.

## U povijesnim i arheološkim izvorima
Do danas nije nađen niti jedan pisani izvor iz toga doba koji bi spominjao kralja Salomona, no postoje arheološka svjedočanstva o znatnom graditeljskom zamahu u to doba. Prema ostacima iz toga doba vidljivo je da se, zbog povoljnog položaja Izraela na dva glavna puta između Egipta i Mezopotamije, tadašnjih najvećih sila, šire trgovinski odnosi s okolnim područjima. O Salomonovoj moći, ili moći njegovih neposrednih nasljednika, svjedoče monumentalne zidine Hazora, Megida i Gezera, te utvrde u pustinji Negev, što uključuje i veliko nalazište u Beer Ševi.

## Kasnije legende

### Židovska i kršćanska tradicija
Židovska i kršćanska tradicija, Solomonu se pripisuju tri biblijske knjige i to, Mudre izreke, Propovjednik i Pjesmu nad pjesmama.

### Apokrifni spisi i legende
Prema rabinskoj tradiciji, Salomonu je pripisan i spis nazvan Salomonova mudrost, koji je vjerojatno napisan u 2. stoljeću pr. Kr. u kojem je Salomon prikazan kao astronom, kao i knjige poezije, Solomonove ode i Solomonovi psalmi.
U gnostičkom spisu iz 1. – 2. stoljeća, Adamova apokalipsa, kazuje se o Solomonu kao gospodaru demona, što predstavlja najraniji spomen kasnijih predaja i legendi o Solomonovoj navodnoj moći i kontroli nad demonskim silama, a koja je detaljno zapisana u ranom kršćanskom spisu nazvanom Solomonov testament, koje sadržava razrađene demonološke elemenate.
Drevni spis Kebra Nagast, donosi sadržaj legende o podrijetlu etiopske kraljevske dinastije. Po toj priči, kraljica od Sabe je povratku u svoje kraljevstvo rodila Solomonovog sina, rodonačelnika dinastije koja će, uz nekoliko kraćih prekida, vladati Etiopijom sve do pada monarhije 1974. godine.

### Demoni i magija
Kasnija tradicija iz srednjega vijeka, koja svoje izvore ima još u antičkim vremenima, kazuje legendu o tome kako je Salomon zarobio demone i podvrgnuo ih svojoj vlasti. Prema, jednoj od tih priča, Salomon je uhvatio demona Asmodeja koji mu je pomogao izgraditi hram.
U judeo-kršćanskoj, kao i u arapskoj mitološkoj tradiciji poznat je magični prsten, tzv. "pečat Kralja Salomona" kojim mu je dana moć nad demonima. Na tom prstenu je ugraviran heksagram ili Davidova zvijezda, koja je prstenu davala njegovu moć.
Osim "Testamenta kralja Salomona", koji je datiran u 1. – 2. stoljeće, Salomonu se pripisuju i brojni drugi magijski rukopisi koji su kolali Europom i Bliskim Istokom od srednjeg vijeka nadalje. Osobito je poznat rukopis "Ključ kralja Salomona" (lat. Clavicula Salomonis, čiji je najraniji sačuvani rukopis datiran u 16. stoljeće, i njegove brojne preradbe, kao i samostalna djela nastala po njegovu uzoru, poput Lemegetona ili Malog ključa kralja Salomona, poznatog po prvoj knjizi iz sveska i kao Goecija.
Srednjovjekovni učenjak Albert Veliki (o.1200. – 1280.) nabrojao je među knjigama magije kojima je autorstvo pripisano kralju Salomonu, i "Četiri Salomonova prstena" (De quatuor annulis), De Novem Candariis, De Tribus Figuris Spirituum, "Almadel", "O službi duhova" (De Officiis Spirituum), De Sigillis ad Daemoniacos i druge.

## Vanjske poveznice
- Catholic Encyclopedia - Solomon (engl.)
- Answers.com (engl.)
- Jewish Encyclopedia.com - Solomon (engl.)
- Encyclopedia Mythica - King Solomon  Arhivirana inačica izvorne stranice od 19. kolovoza 2011. (Wayback Machine) (engl.)